# Handel Hendrix House

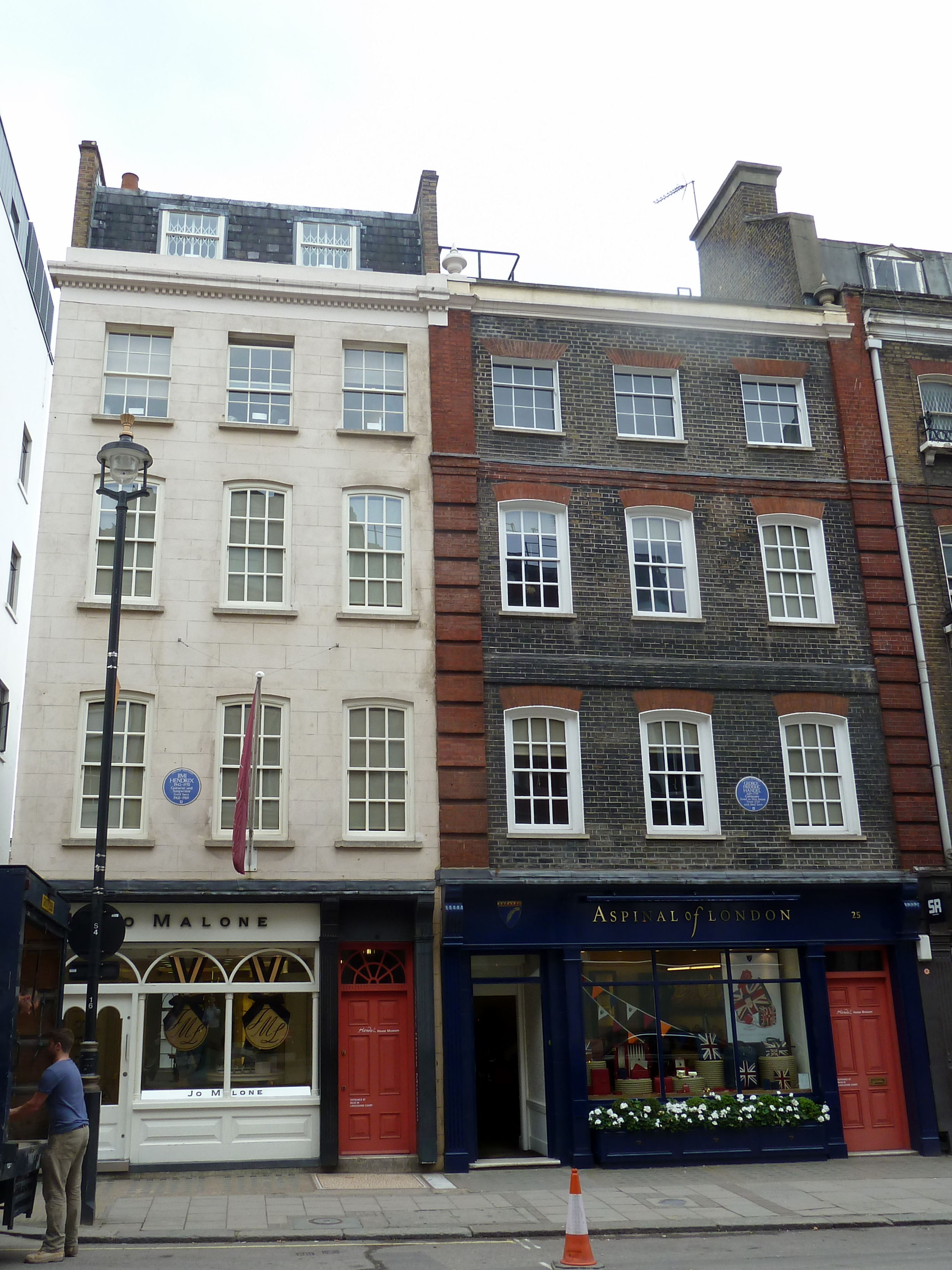
Handel (roter Backsteinbau) & Hendrix (weißer Putz)

Handel Hendrix House ist ein Museum an den Wohnorten der Musiker Georg Friedrich Händel (1685–1759) und Jimi Hendrix (1942–1970) im Londoner Stadtteil Mayfair. Händel lebte 36 Jahre im Haus 25 Brook Street und schrieb dort viele seiner Opern und Oratorien, aber auch die Wasser- und die Feuerwerksmusik. Hendrix hingegen verbrachte nur wenige, aber ereignisreiche Wochen zwischen Juli 1968 und Februar 1969 in seinem kleinen Apartment im Nachbarhaus, 23 Brook Street.
Beide Gebäude tragen eine der berühmten Blue Plaques (deutsch „Blaue Plaketten“), das linke Gebäude die für Hendrix, das rechte die für Händel. Das Museum wurde als Handel House Museum im Jahr 2001 eröffnet und besteht in der gegenwärtigen Form seit Februar 2016.

## Geschichte
Das Handel House wurde 2001 eröffnet. Träger des Museums ist der Handel House Trust Ltd, eine Initiative des Musikwissenschaftlers und Händel-Forschers Stanley Sadie (1930–2005). Präsident des Handel House Trust ist der Finanzmanager Christopher T. B. Purvis CBE, als Creative Advisor fungiert Laurence Cummings.
Die Hendrix-Wohnung wurde lange Zeit als Büroraum genutzt, ab 2000 auch vom Handel House Trust. Für die geplante Restaurierung fehlten damals die Mittel. Das Publikum hatte ab 2006 Zutritt zur Wohnung, allerdings nur jeweils am „Open House Weekend“ und 2010 zwölf Tage lang während der Sonderausstellung Hendrix in London. Im Jahr 2014 ermöglichte eine Zuwendung des Heritage Lottery Fund die Neustrukturierung des Museums, die Restaurierung der Hendrix-Wohnung, die Einrichtung eines Studios und die Verbesserung der Infrastruktur für die Besucher. Die Eröffnung war am 10. Februar 2016.
Das Museum ist barrierefrei, verfügt über einen Lift, dessen Zugang sich an der Hinterseite des Gebäudes am Lancashire Court befindet, und über akustische Beschreibungen für Blinde und Sehbehinderte. Es ist täglich (außer Sonntag) geöffnet und veranstaltet regelmäßig Konzerte mit Barockmusik.

## Handel House

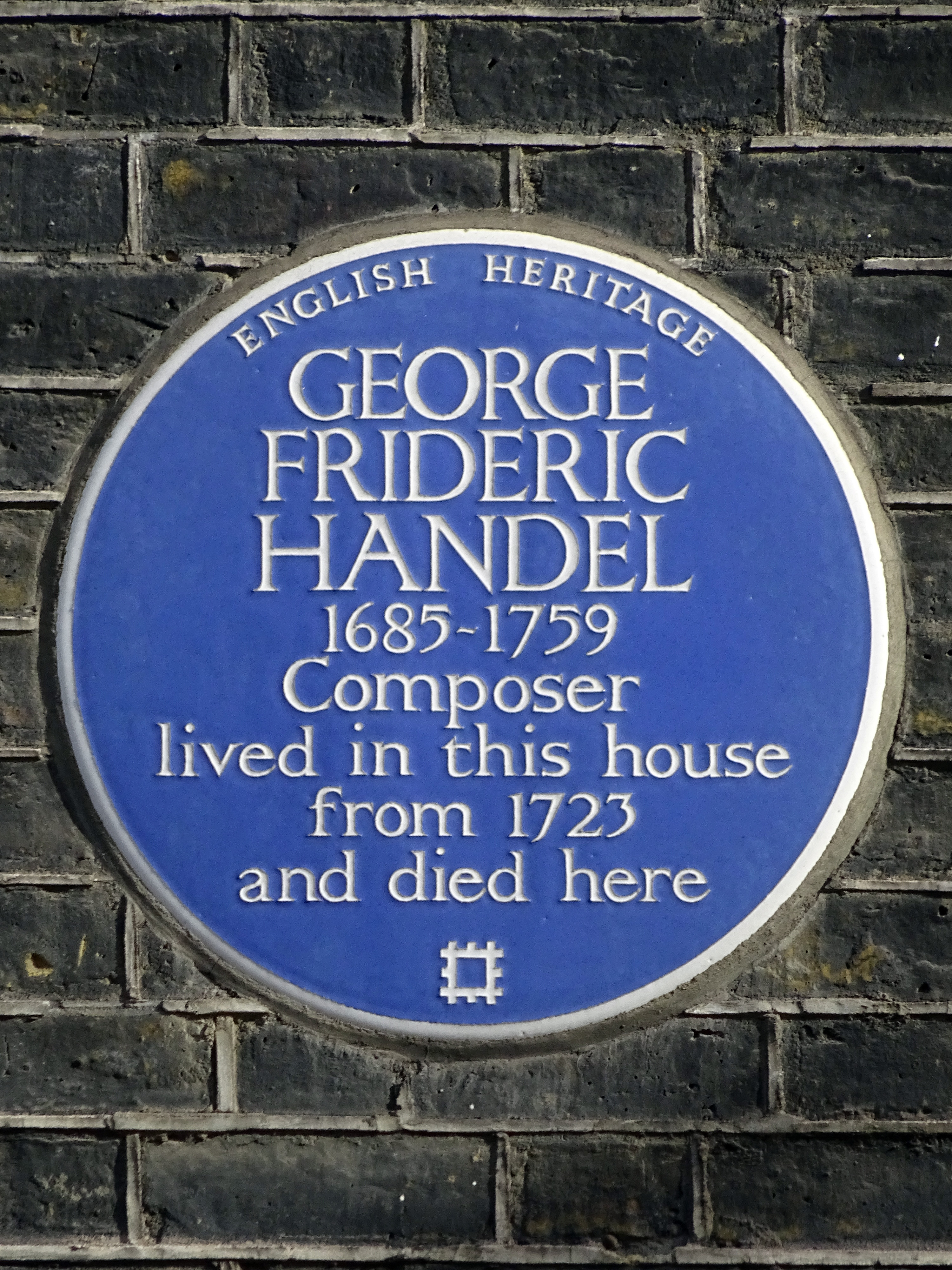
Blue Plaque am Händel-Apartment

Da das Englische keine Umlaute kennt, hieß der Komponist dort George Frideric Handel – aber ebenso ausgesprochen wie im Deutschen ([ˈhændəl/]). Der deutsche Komponist übersiedelte 1712 nach London und wurde 1727 britischer Staatsbürger. Von 1723 bis zu seinem Tod im Jahr 1759 bewohnte er zwei Stockwerke des Hauses 25 Brook Street. Nahezu alle Werke, die nach 1723 entstanden, wurden in diesem Haus komponiert. Auch die Vorbereitungen der Aufführungen fanden weitgehend im Händelschen Dining Room statt, weshalb zum Hausrat auch eine Reihe von Instrumenten zählte – darunter Cembali, ein Clavichord und eine Hausorgel.
Vier Räume wurden weitgehend in den historischen Zustand zurückversetzt, darunter das Schlafzimmer Händels und der Dining Room, in dem der Komponist oft mit Sängern probte und in dem er auch informelle Konzerte für Freunde und Nachbarn veranstaltete. Weitere Räume im angrenzenden Haus wurden und werden für Sonderausstellungen zu verschiedenen Aspekten seines Lebens, seiner Laufbahn und seiner künstlerischen Partner genutzt.

## Hendrix Flat

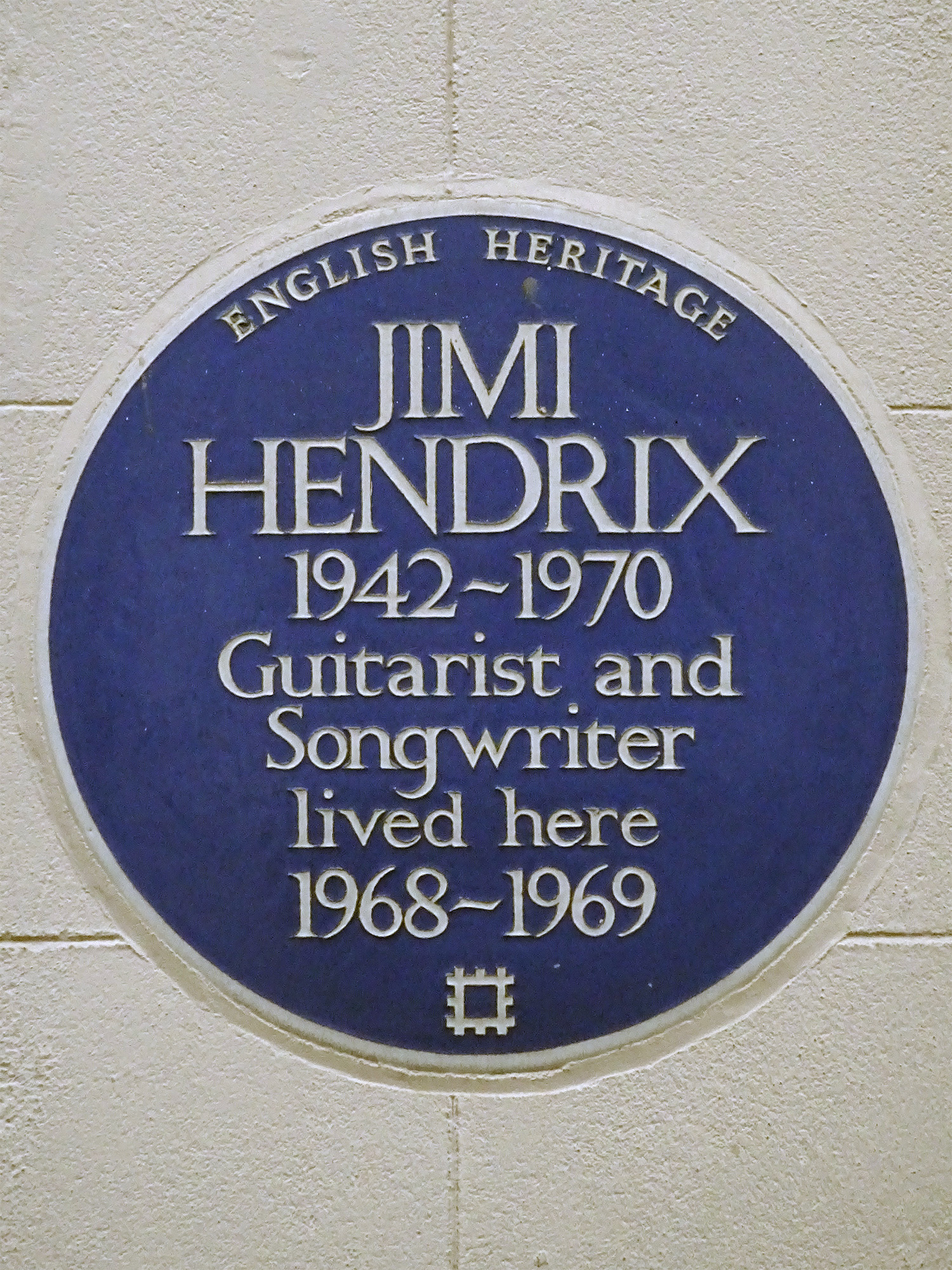
Blue Plaque am Hendrix-Apartment

Das Hendrix-Apartment im oberen Stockwerk des Hauses 23 Brook Street wurde von seiner vorletzten Freundin Kathy Etchingham gefunden und im Juni 1968 angemietet, während sich Jimi Hendrix in New York aufhielt. Er zog dort für wenige Tage im Juli 1968 ein, bevor er für eine längere Tour wieder in die Vereinigten Staaten zurückkehrte. Danach kümmerte er sich um die Einrichtung der Wohnung, kaufte Vorhänge und Kissen im nahegelegenen John Lewis Department Store, des Weiteren Ornamente und Nippsachen auf dem Markt in der Portobello Road. Seiner Freundin soll er gesagt haben, dies sei seine erste eigene Wohnung. 
Im Januar 1969 kam es zu zahlreichen Interviews und Photo Shoots, auch in Hendrix’ Wohnung, und am 4. des Monats trat der Gitarrist und Sänger in der BBC Happening for Lulu TV Show auf. Er änderte die vereinbarte Songliste, und die BBC reagierte mit einem künftigen Auftrittsverbot. Im Februar 1969 folgten zwei legendäre Konzerte in der Royal Albert Hall, im März kehrte Hendrix nach New York zurück. Seine Freundin lebte noch eine Weile in der kleinen Wohnung, doch Hendrix kam nicht mehr in die Brook Street zurück.
Das Wohnschlafzimmer, in dem Hendrix wohnte, Freunde einlud und neue Songs schrieb, in dem er auch zahlreiche Interviews gab, wurde restauriert. Eine kleine Dauerausstellung umschreibt sein Wirken im London der 1960er Jahre, seinen kulturellen und musikalischen Einfluss, sein Erbe.